# Баженов, Иван Васильевич
Ива́н Васи́льевич Баже́нов (20 июня [2 июля] 1855, Кой, Тверская губерния — 9 февраля 1920, Кострома) — историк церкви, краевед, этнограф, публицист, духовный писатель и педагог; преподаватель Вятской и Костромской духовных семинарий; магистр богословия (1907); статский советник.

## Биография
Иван Баженов родился 20 июня (2 июля) 1854 года в селе Кой Кашинского уезда Тверской губернии в семье священника.
Образование получил сперва в Бежецком духовном училище и Тверской духовной семинарии, из которой в числе лучших учеников духовных семинарий был направлен в Казанскую духовную академию, которую успешно окончил в 1881 году со степенью кандидата богословия.

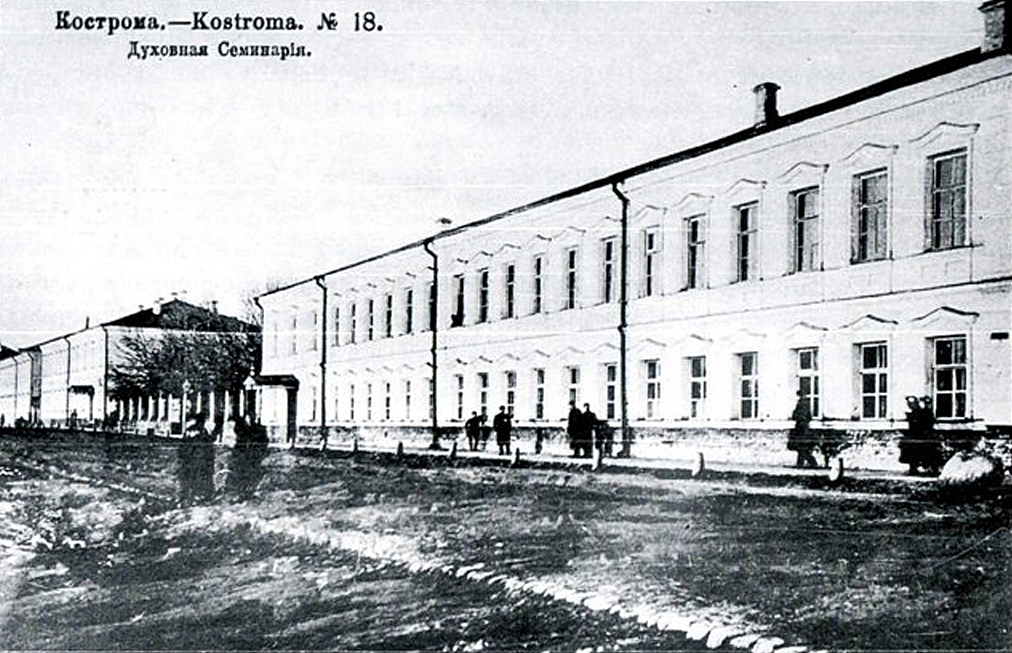
Костромская семинария

В 1881 году Иван Баженов начал свою педагогическую деятельность в Вятской духовной семинарии.
В 1883 году Баженов был переведён в Костромскую духовную семинарию, где на протяжении четверти века преподавал Священное Писание, Новый Завет и древнееврейский язык, вплоть до закрытия учебного заведения большевиками вскоре после октябрьского переворота 1917 года.
Одновременно с педагогической деятельностью с 1894 года Баженов состоял членом совета Костромской губернской учёной архивной комиссии.
С 1909 года стал членом-сотрудником Санкт-Петербургского археологического института.
С 1912 года Баженов занимал пост председателя совета Костромского церковно-исторического общества.
Активно печатался в российской прессе: «Костромские епархиальные ведомости», «Костромская старина», «Вестник археологии и истории», «Церковные ведомости», «Всероссийский церковно-общественный вестник», «Русская старина», «Русский паломник», «Воскресный день», «Приходское чтение» и другие периодические печатные издания разместили на своих страницах более трёхсот трудов Баженова.
Иван Васильевич Баженов умер 9 февраля 1920 года и был похоронен на Новом Фёдоровском кладбище Костромы (уничтожено советскими властями в 1980 году); его отпевание совершил архиепископ Костромской и Галичский Севастиан (Вести).
В 1996 году по инициативе Костромской епархии Русской православной церкви на здании, где жил учёный (с 1887 по 1920), была установлена памятная доска.